# El beso de Judas (relato)
El beso de Judas
(A Kiss of Judas) es un relato corto de vampiros escrito por el autor Julian Osgood Field con el seudónimo X. L. Fue publicado por primera vez en julio de 1893 en la Pall Mall Gazette. Fue reimpreso al año siguiente en una antología de relatos del autor titulada Aut Diabolus Aut Nihil.

## Sinopsis
El coronel Richard “Hippy” Rowan, el último representante de una familia aristocrática de Irlanda, y que ha dilapidado gran parte de su fortuna, es invitado por su viejo amigo Djavil Pachá a pasar una temporada en su palacio en Estambul. El coronel acepta la habitación y parte en compañía de su fiel servidor Adams.
Durante el viaje en barco el coronel percibe la presencia de un extraño hombre vestido de negro y embozado con una bufanda de seda que permanece apartado del resto de pasajeros. El coronel pregunta al capitán Pellegrini si ese pasajero es un leproso. El capitán le dice que se llama Isaac Lebedenko y que es de Moldavia, y que no está enfermo, aunque su aspecto es realmente horroroso.
Esa misma noche el coronel Rowan es abordado por Isaac Lebedenko, que se siente muy molesto porque el coronel ha estado indagando sobre su persona y preguntado si era leproso. Aunque al principio reticente, el coronel termina reconociendo su curiosidad, algo que irrita sobremanera a Isaac, que insulta al coronel y lo desafía a un duelo. El coronel no consigue disculparse pero rechaza el duelo, afirmando que debe visitar a unos amigos en Estambul. Isaac se abalanza enfurecido sobre él, pero consigue evitarlo y lo deja bajo la custodia de los marineros.
Finalmente el coronel Rowan llega a casa de su amigo Djavil, que ha preparado un recibimiento para muchos aristócratas y caballeros de toda Europa, entre ellos varios conocidos de Rowan. Durante su estancia el anfitrión propone una excursión al campo, donde uno de los invitados, Leopold Maryx cuenta la antigua leyenda moldava de los Hijos de Judas. Según esta leyenda, los descendientes de Judas son criaturas de horrible aspecto que si se suicidan llenos de odio pueden acudir ante el príncipe de las tinieblas, que los devuelve al mundo bajo cualquier forma, perros o personas. Su beso provoca la muerte por rabia o instantáneamente, dejando la marca “XXX”, que simboliza las treinta monedas de plata por las que Judas vendió a Jesús.
Poco después de oír esta historia, el coronel Rowan se adentra en el bosque para dar un paseo y es atacado a traición por Isaac Lebedenko. Sin embargo, consigue evitar su ataque y lo reduce y deja atado a un árbol, amenazándole para que le deje en paz. Pero esa misma noche, a su regreso al palacio de Djavil, Rowan vuelve a ser atacado. Sin embargo, en esta ocasión Isaac lo maldice y se apuñala el corazón antes de arrojarse al mar.
Un mes después de este acontecimiento, el coronel Rowan se encuentra en Moldavia, en las montañas Krapak, en el castillo del conde Anthony Jeratczesco junto a varios de sus amigos, relatándoles lo ocurrido en Estambul, para amenizar una estancia arruinada por el mal tiempo y la grosería de los boyardos de la corte del conde Jeratczesco. Sin embargo, el coronel afirma no tener miedo a la leyenda de los Hijos de Judas.
Uno de los boyardos, el príncipe Valerian Eldourdza, por aburrimiento desafía al coronel Rowan a poner a prueba su valor, y ambos hombres se apuestan doscientos mil francos a que en el plazo de un mes el coronel no mostrará miedo.
Unos días antes de que se cumpla el plazo una banda de cíngaros llega a petición del conde Jeratczesco para amenizar la estancia de los invitados con su música. En la penúltima noche de la apuesta, el coronel Rowan escucha un llanto fuera de su habitación, y al acercarse a mirar, se encuentra con una hermosa mujer con un hábito monástico de color negro a la que trata de consolar. Adams, el criado del coronel, que se encuentra vigilando, se sorprende al ver a su señor hablando solo.
El coronel lleva a la mujer a su habitación y le habla en varios idiomas, pero ella permanece en silencio sin parecer comprenderlo. Finalmente y ante su mirada seductora decide besarla. Tras gritar de dolor y disparar contra la mujer, que huye por la puerta abierta, el coronel Rowan se desploma, muerto.
Cuando Adams y la gente del castillo acuden, se encuentran el cadáver de Richard Rowan con la marca “XXX” en su cuello, la marca de los Hijos de Judas.